# 리사 채플
리사 채플(Lisa Chappell, 1968년 10월 18일 ~ )은 뉴질랜드의 배우, 가수이다.

## 출연 작품

### 영화
- Crossbow (2007) - 단편

### 텔레비전
- 쇼트랜드 스트리트 (1992)
- 맥클로드의 딸들 (2001-03)

### 공연
- 베니스의 상인 (1991)
- 시카고 (1992)
- 햄릿 (2000)